# Vlag van Leinster

Vlag van Leinster

De vlag van Leinster is in huidige vorm mogelijk al sinds de 17e eeuw in gebruik. De vlag is gelijk aan het wapen van Leinster.
De vlag bestaat uit een donkergroen veld met een gouden harp met zilveren snaren. Dit is zowel het wapen van Leinster als van Ierland en werd in combinatie met een groen veld waarschijnlijk al in 1642 gebruikt. Dit op de vlag van Eoghan O Néill. O Néill vertrok vanuit Ierland naar Spanje. Daar kreeg hijbekendheid in het Spaanse leger en keerde in 1642 terug naar Ierland. Dit om de Ierse Katholieke Confederatie te helpen in de oorlog die het jaar ervoor uitbrak. Op het schip waarmee hij destijds voor werd een groene vlag met Ierse harp gebruikt.